# Nachi Nozawa
Nachi Nozawa (Japans: 野沢那智, Nozawa Nachi) (Tokio, 13 januari 1938 - aldaar, 30 oktober 2010) was een Japans seiyu en acteur. Zijn geboortenaam was Yasutomo Nozawa (野沢那智, Nozawa Yasutomo). Hij is het meest bekend van het dubben van onder meer Alain Delon, Al Pacino en Bruce Willis. 
Nozawa overleed op 30 oktober 2010 ten gevolge van longkanker.

## Filmografie (selectie)
Anime
- Pokémon - Ukon
- Last Order: Final Fantasy VII -  Professor Hojo
- Sakura Wars - Oni-ou, Kazuma Shingūji
- Dragon Ball: Sleeping Princess in Devil's Castle - Lucifer
- Astro Boy - Black Jack
- Space Adventure Cobra - Cobra
- Naruto the Movie 2: Great Clash! The Illusionary Ruins at the Depths of the Earth - Kahiko
- Hellsing - Paladin Alexander Anderson